# Elaphocera ibicensis
Elaphocera ibicensis es una especie de coleóptero de la familia Scarabaeidae.

## Distribución geográfica
Habita en Baleares.